# بول ديفيدز
بول ديفيدز (بالإنجليزية: Paul Davids)‏ (1947)؛ روائي أمريكي.

## روابط خارجية
- بول ديفيدز على موقع IMDb (الإنجليزية)
- بول ديفيدز على موقع قاعدة بيانات الفيلم (الإنجليزية)